# کولومرپمپ
کولومرپمپ (به هلندی: Kollumerpomp) یک منطقهٔ مسکونی در هلند است که در کلومرلاند ان‌نیوکرایس‌لاند واقع شده‌است. کولومرپمپ ۴۷۸ نفر جمعیت دارد.